# Pierre Carpentier
Abbé Pierre Carpentier (* 6. Juli 1913 in Libercourt; † 30. Juli 1943 in Dortmund) war ein Mitglied der Résistance während des Nationalsozialismus. Er war einer der Nacht-und-Nebel-Gefangenen und wurde in Dortmund enthauptet.

## Leben
Pierre Carpentier wurde in Libercourt am 2. Juli 1912 geboren. Zuerst studierte er Medizin in Amiens. Dann entschied er sich, katholischer Priester zu werden und trat in das Priesterseminar von Amiens 1932 ein. 1934 wurde er Mitglied der Infanterie von Cambrai, aus der er 1935 als Leutnant ausschied. 1938 wurde er zum Priester geweiht. Er wurde Pfarrer für die in Frankreich Scouts genannten Pfadfinder. 1939–1940 wurde er wieder als Leutnant in die 13te Kompanie der Pioniere des 51. Infanterie-Regiments einberufen.

## Résistance
Pierre Carpentier war in der lokalen Gruppe des Pat-O’Leary-Netzwerkes der Résistance in Nordfrankreich eine zentrale Person. Die Résistancegruppe verschaffte Verfolgten und abgestürzten Piloten der Royal Air Force gefälschte Papiere und brachte sie im Ausland in Sicherheit. Dafür unterhielt Pierre Carpentier eigene Fälscherwerkstatt für Identitätspapiere. Er brachte u. a. zusammen mit Désiré Didry den abgestürzten Piloten Denis Crowley-Milling und späteren Marschall der Royal Air Force in Sicherheit. Er wurde mutmaßlich von dem britischen Doppelagenten Harold Cole („worst traitor of the war“) an die Gestapo verraten und in Lille im Dezember 1941 ins Gefängnis gebracht. Im August 1942 wurde er nach Bochum-Krümmede deportiert. Zum Tode verurteilt wurde er am 29. Juli 1943, gleich am nächsten Tag wurde er in der Zuchthaus Dortmund mit der Guillotine enthauptet.

## Gedenken nach dem Tod
Ein Gedenkstein bei der Kirche Saint-Gilles in Abbeville erinnert an ihn (Place de l’Abbé Carpentier). Ein weiterer Gedenkstein befindet sich auf dem Friedhof Gavrelle.
Ende Oktober 2018 fand ein Treffen von französischen Pfadfindern (Scouts) aus Abbeville und Pfadfindern aus Dortmund statt, um gemeinsam an Pierre Carpentier und andere ermordete Mitglieder der Resistance zu erinnern.